# Институт клинической и экспериментальной медицины
Институт клинической и экспериментальной медицины (чеш. Institut klinické a experimentální medicíny, IKEM) — крупнейшая чешская медицинская исследовательская и клиническая больница, расположенная в районе Прага 4. IKEM напрямую управляется Министерством здравоохранения Чехии. Специализируется в области кардиохирургии, кардиологии, нефрологии, трансплантации органов, диабетологии и метаболических расстройствах.
IKEM состоит из 3 специализированных центров, 8 отделений, 15 специализированных отделений, несколько других баз и лабораторий. По состоянию на 2024 год имеется 315 коек, из которых 111 находятся в отделениях интенсивной терапии. Из 1700 сотрудников более 300 врачей и 600 медсестер и парамедиков.

## История
IKEM была основана в 1971 году в результате слияния шести научно-исследовательских институтов на базе университетской больницы Томайера.
30 ноября 2017 года врачи IKEM впервые в Чехии и третьими в мире провели операцию по имплантации искусственного сердца пациенту. По состоянию на 2019 год это был крупнейший центр трансплантации в Европе, в котором в 2019 году было пересажено 540 органов 486 пациентам. Примерно 70% всех трансплантаций в стране проводятся в IKEM.